# Justin Jones (Gitarrist)

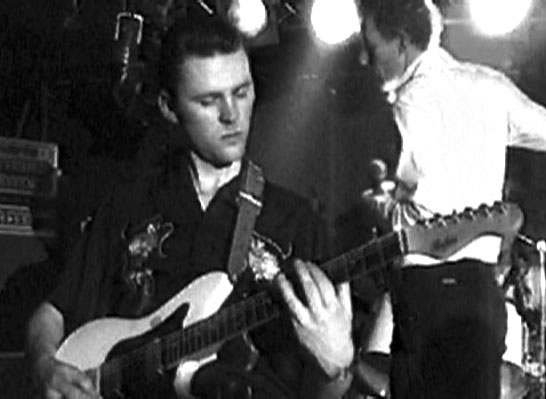
Justin Jones bei einem Dortmunder Auftritt im Mai 1998

Justin Jones (* 9. Januar 1964 in Birmingham) ist ein britischer Musiker und Gitarrist.

## Leben
Er wuchs in Inkberrow, einem kleinen Dorf in der Grafschaft Worcestershire auf, wo er mit Nick und Graham Havas und seinem Bruder Simon Huw Jones die Band And Also the Trees gründete. Justin Jones ist der Gitarrist der Band, spielt aber gelegentlich auch weitere Instrumente wie z. B. Orgel, kümmert sich um die Website und das Artwork der Gruppe und ist in etwa ihr Bandmanager.
Jones mandolinenhafter Gitarrensound wurde ab Mitte der 1980er Jahre für die nächsten Jahre zum Markenzeichen der Band.
Zudem war er zusammen mit Antonia Reiner und Mark Tibenham Mitglied des ambient dub-lastigen Projekts G.O.L. (Gods of Luxury). Sie veröffentlichten ein Album, eine Single und einige ihrer Lieder erschienen auf mehreren Samplern. Auf dem Album haben sie die Lieder There Were No Bounds von And Also the Trees und Moments in Love von The Art of Noise gecovert und der Text ihrer Single Soma Holiday ist dem Roman Brave New World von Aldous Huxley entnommen.
Darüber hinaus arbeitete Jones noch mit weiteren Musikern zusammen. So spielte er Gitarre auf dem 2011 erschienenen Album Impermanence von Othon Mataragas und drei Jahre später auf dem Album The Dancing Marquis von Marc Almond.

## Diskografie

### Mit G.O.L.
- 1995: Sensations Of Tone (CD, Album, China Records)
- 1996: Soma Holiday (CD, Single, China Records)
- 2016: Bonus Recordings 1995–1996, (Download, Album, Cherry Red Records)

### Als Produzent und Gastmusiker
- 1989: And Also the Trees - Farewell To The Shade (Track Lady D’Arbanville, Producer), (CD, LP, Album, Reflex Records)
- 1995: And Also the Trees – Angelfish (Producer), (CD, Album, Mezentian)
- 1998: And Also the Trees – Silver Soul (Producer), (CD, Album, And Also the Trees)
- 2011: Othon – Impermanence (Lied Impermanence +, Gitarrist), (CD, Album, Strike Force Entertainment)
- 2014: Marc Almond – The Dancing Marquis (Lied Love Is Not On Trial, Gitarrist), (CD, Album, Strike Force Entertainment / Cherry Red Records)